# Монастырь Романа
Монастырь Романа (также известный как «Грузинский монастырь», груз. ჰრომანის (რომანის) ქართველთა მონასტერი) — грузинский монастырь в Константинополе, был построен в 867 году византийским императором Василием Македонским (868—886) в честь святого Илариона Грузинского. Монастырь являлся одним из грузинских культурных и религиозных центров в Византийской империи.

## История
Монастырь Романа был построен в 867 году на девятнадцатом холме в Константинополе и был посвящен святому Илариону Грузинскому, известному священнику IX века. Святой Иларион был членом знатной семьи из Кахетии и провел часть своей жизни в монастыре Давид-Гареджа. Позже он переехал в Константинополь, где завершил свои дни в возрасте 53 лет в 875 году. Святой Иларион был известен своей благотворительностью и непреклонной верой, и он пользовался огромным уважением. По словам Рейфилда, Иларион являлся одним из первых грузинских монахов, «колонизирующих запад». Около 864 года Иларион основал грузинский монастырь на горе Олимп в Анатолии. 
Велика была слава святого Илариона Иберийского во всей Византийской империи, и в 867 году император Василий Македонский решил построить монастырь Романа в честь святого. Кроме того, император организовал церемонию переноса останков святого Илариона из Салоники в монастырь Романа. В торжественном процессе участвовали сыновья императора Лев и Александр, а также множество поклонников. Сам император поручил одному из своих высокопоставленных чиновников по имени Василий произнести почести и похоронное слово великому монаху.
Монастырь Романа, также известный как «Грузинский монастырь», стал домом для нескольких учеников святого Илариона. Император сам привел своих двух сыновей и передал их воспитанию грузинским монахам с целью изучения грузинской литературы.
Существует две грузинские рукописи, подготовленные в монастыре: коллекция переводов Евфимий Афонского, переписанных Свимон Двали в 1066 году (А-134), и Ванское Евангелие, переписанное неким Иоанном на рубеже XII-XIII веков. Существует мнение, что монастырь не был грузинским с 980 года.